# Amaseno
Amaseno är en stad och kommun i provinsen Frosinone i regionen Lazio i Italien. Kommunen hade 4 313 invånare (2018) och gränsar till kommunerna Castro dei Volsci, Monte San Biagio, Prossedi, Roccasecca dei Volsci, Sonnino, Vallecorsa och Villa Santo Stefano.
Amaseno grundades på 800-talet. I församlingskyrkan Santa Maria, tidigare kallad San Lorenzo, vördas en relik av sankt Laurentius.
Några kilometer sydost om Amaseno är 1200-talskyrkan Madonna dell'Auricola belägen.